# Ottomar Rodolphe Vlad Dracula Prince Kretzulesco
Ottomar Rodolphe Vlad Dracula Prince Kretzulesco, născut Ottomar Berbig (n. 10 octombrie 1940 - d. noiembrie 2007) a fost un personaj monden german care a devenit celebru susținând că ar fi rudă cu Vlad Țepeș.
În 1978, pe când era un simplu comerciant de antichități, are drept client o femeie în vârstă, care dorea să ofere camere de închiriat.
Aceasta era Catherine Caradja, cunoscută și ca prințesa Caragea-Crețulescu, care se considera descendent direct al contelui Dracula.
Cei doi devin prieteni și Berbig exploatează cu succes acest nume.
Astfel, organizează niște petreceri în care eticheta de vampir era utilizată pentru a stimula donatorii de sânge și aceasta în colaborare cu Crucea Roșie.
Pune bazele unui magazin de comercializare a vinurilor sub egida "Castle of Dracula".
Utilizând aceeași marcă a contelui Dracula, ulterior mai este organizat în regiune și un mic muzeu.
Berbig a murit în noaptea de 17/18 noiembrie 2007, din cauza unei tumori la creier.